# Psathyrella spintrigera
Psathyrella spintrigera är en svampart som först beskrevs av Elias Fries, och fick sitt nu gällande namn av Konrad & Maubl. 1949. Psathyrella spintrigera ingår i släktet Psathyrella och familjen Psathyrellaceae.   Inga underarter finns listade i Catalogue of Life.